# Kurzbahneuropameisterschaften 2002
| Kurzbahneuropameisterschaften 2002 | Kurzbahneuropameisterschaften 2002 |
| ---------------------------------- | ---------------------------------- |
| Veranstaltungsort                  | Riesa                              |
| Teilnehmende Nationen              |                                    |
| Teilnehmende Athleten              |                                    |
| Entscheidungen                     | 38                                 |
| Eröffnung                          | 12. Dezember 2002                  |
| Abschluss                          | 15. Dezember 2002                  |

| Medaillenspiegel | Medaillenspiegel                     | Medaillenspiegel | Medaillenspiegel | Medaillenspiegel | Medaillenspiegel |
| Platz            | Land                                 | G                | S                | B                | Gesamt           |
| ---------------- | ------------------------------------ | ---------------- | ---------------- | ---------------- | ---------------- |
| 1                | Deutschland                          | 7                | 7                | 8                | 22               |
| 2                | Italien Schweden                     | 5                | 2                | 2                | 9                |
| 4                | Ukraine                              | 4                | 2                | 3                | 9                |
| 5                | Vereinigtes Königreich               | 3                | 4                | 1                | 8                |
| 6                | Ungarn                               | 3                | 2                | 3                | 8                |
| 7                | Slowakei                             | 3                | 0                | 0                | 3                |
| 8                | Finnland                             | 2                | 3                | 1                | 6                |
| 9                | Belarus                              | 2                | 2                | 1                | 5                |
| 10               | Österreich                           | 1                | 2                | 0                | 3                |
| 11               | Russland Slowenien                   | 1                | 1                | 3                | 5                |
| 13               | Niederlande                          | 1                | 0                | 2                | 3                |
| 14               | Island                               | 1                | 0                | 1                | 2                |
| 15               | Tschechien                           | 0                | 3                | 0                | 3                |
| 16               | Dänemark                             | 0                | 2                | 1                | 3                |
| 17               | Frankreich                           | 0                | 2                | 0                | 2                |
| 18               | Kroatien                             | 0                | 1                | 1                | 2                |
| 19               | Schweiz                              | 0                | 1                | 0                | 1                |
| 20               | Litauen                              | 0                | 0                | 2                | 2                |
| 21               | Israel Griechenland Rumänien Spanien | 0                | 0                | 1                | 1                |

Die Kurzbahneuropameisterschaften 2002 im Schwimmen fanden vom 12. bis 15. Dezember 2002 in Riesa statt und wurden vom europäischen Schwimmverband LEN organisiert.
Die Wettkämpfe fanden in der Erdgasarena statt.

## Zeichenerklärung
- WR – Weltrekord
- ER – Europarekord

## Schwimmen Männer

### Freistil

#### 50 m Freistil
| Platz | Land     | Athlet            | Zeit     |
| ----- | -------- | ----------------- | -------- |
| 1     | Schweden | Stefan Nystrand   | 00:21,55 |
| 2     | Italien  | Lorenzo Vismara   | 00:21,66 |
| 3     | Litauen  | Rolandas Gimbutis | 00:21,74 |

#### 100 m Freistil
| Platz | Land        | Athlet          | Zeit     |
| ----- | ----------- | --------------- | -------- |
| 1     | Italien     | Lorenzo Vismara | 00:47,33 |
| 2     | Finnland    | Jere Hård       | 00:48,15 |
| 3     | Niederlande | Johan Kenkhuis  | 00:48,23 |

#### 200 m Freistil
| Platz | Land       | Athlet             | Zeit     |
| ----- | ---------- | ------------------ | -------- |
| 1     | Italien    | Emiliano Brembilla | 01:45,39 |
| 2     | Tschechien | Květoslav Svoboda  | 01:45,45 |
| 3     | Italien    | Matteo Pelliciari  | 01:45,79 |

#### 400 m Freistil
| Platz | Land         | Athlet               | Zeit     |
| ----- | ------------ | -------------------- | -------- |
| 1     | Italien      | Emiliano Brembilla   | 03:40,60 |
| 2     | Russland     | Juri Prilukow        | 03:41,90 |
| 3     | Griechenland | Athanasios Oikonomou | 03:44,68 |

#### 1500 m Freistil
| Platz | Land            | Athlet            | Zeit        |
| ----- | --------------- | ----------------- | ----------- |
| 1     | Russland        | Juri Prilukow     | 14:35,06 ER |
| 2     | Verein. Königr. | David Davies      | 14:42,51    |
| 3     | Italien         | Christian Minotti | 14:51,43    |

### Schmetterling

#### 50 m Schmetterling
| Platz | Land     | Athlet           | Zeit     |
| ----- | -------- | ---------------- | -------- |
| 1     | Finnland | Jere Hård        | 00:23,47 |
| 2     | Kroatien | Miloš Milošević  | 00:23,62 |
| 3     | Russland | Igor Martschenko | 00:23,75 |

#### 100 m Schmetterling
| Platz | Land        | Athlet           | Zeit     |
| ----- | ----------- | ---------------- | -------- |
| 1     | Deutschland | Thomas Rupprath  | 00:50,77 |
| 2     | Ukraine     | Andrij Serdinow  | 00:51,57 |
| 3     | Russland    | Igor Martschenko | 00:51,61 |

#### 200 m Schmetterling
| Platz | Land            | Athlet        | Zeit     |
| ----- | --------------- | ------------- | -------- |
| 1     | Verein. Königr. | Stephen Parry | 01:52,91 |
| 2     | Verein. Königr. | James Hickman | 01:53,02 |
| 3     | Rumänien        | Ioan Gherghel | 01:55,49 |

### Rücken

#### 50 m Rücken
| Platz | Land        | Athlet             | Zeit     |
| ----- | ----------- | ------------------ | -------- |
| 1     | Deutschland | Thomas Rupprath    | 00:23,66 |
| 2     | Deutschland | Stev Theloke       | 00:24,29 |
| 3     | Litauen     | Darius Grigalionis | 00:24,62 |

#### 100 m Rücken
| Platz | Land        | Athlet          | Zeit     |
| ----- | ----------- | --------------- | -------- |
| 1     | Deutschland | Thomas Rupprath | 00:51,51 |
| 2     | Deutschland | Stev Theloke    | 00:51,71 |
| 3     | Island      | Örn Arnarson    | 00:51,91 |

#### 200 m Rücken
| Platz | Land            | Athlet        | Zeit     |
| ----- | --------------- | ------------- | -------- |
| 1     | Island          | Örn Arnarson  | 01:54,00 |
| 2     | Verein. Königr. | Stephen Parry | 01:54,11 |
| 3     | Kroatien        | Gordan Kožulj | 01:54,50 |

### Brust

#### 50 m Brust
| Platz | Land        | Athlet        | Zeit     |
| ----- | ----------- | ------------- | -------- |
| 1     | Ukraine     | Oleh Lissohor | 00:26,94 |
| 2     | Deutschland | Mark Warnecke | 00:27,15 |
| 3     | Deutschland | Jens Kruppa   | 00:27,36 |

#### 100 m Brust
| Platz | Land       | Athlet         | Zeit     |
| ----- | ---------- | -------------- | -------- |
| 1     | Ukraine    | Oleh Lissohor  | 00:59,09 |
| 2     | Frankreich | Hugues Duboscq | 00:59,18 |
| 3     | Finnland   | Jarno Pihlava  | 00:59,49 |

#### 200 m Brust
| Platz | Land       | Athlet            | Zeit     |
| ----- | ---------- | ----------------- | -------- |
| 1     | Italien    | Davide Rummolo    | 02:07,70 |
| 2     | Österreich | Maxim Podoprigora | 02:09,87 |
| 3     | Ungarn     | Richárd Bodor     | 02:10,62 |

### Lagen

#### 100 m Lagen
| Platz | Land      | Athlet        | Zeit     |
| ----- | --------- | ------------- | -------- |
| 1     | Slowenien | Peter Mankoč  | 00:53,05 |
| 2     | Finnland  | Jani Sievinen | 00:53,58 |
| 3     | Ukraine   | Oleh Lissohor | 00:53,65 |

#### 200 m Lagen
| Platz | Land      | Athlet           | Zeit     |
| ----- | --------- | ---------------- | -------- |
| 1     | Finnland  | Jani Sievinen    | 01:55,47 |
| 2     | Ungarn    | Tamás Kerékjártó | 01:56,07 |
| 3     | Slowenien | Peter Mankoč     | 01:56,28 |

#### 400 m Lagen
| Platz | Land     | Athlet            | Zeit     |
| ----- | -------- | ----------------- | -------- |
| 1     | Italien  | Alessio Boggiatto | 04:07,44 |
| 2     | Dänemark | Jacob Carstensen  | 04:08,80 |
| 3     | Ungarn   | László Cseh       | 04:08,96 |

### Staffel

#### Staffel 4 × 50 m Freistil
| Platz | Land        | Athleten                                                                        | Zeit     |
| ----- | ----------- | ------------------------------------------------------------------------------- | -------- |
| 1     | Niederlande | - Johan Kenkhuis - Gijs Damen - Ewout Holst - Mark Veens                        | 01:26,41 |
| 2     | Italien     | - Lorenzo Vismara - Christian Galenda - Michele Scarica - Domenico Fioravanti   | 01:26,63 |
| 3     | Ukraine     | - Denys Sylantjew - Oleksandr Wolynez - Oleh Lissohor - Wjatscheslaw Schyrschow | 01:26,83 |

#### Staffel 4 × 50 m Lagen
| Platz | Land        | Athleten                                                                        | Zeit        |
| ----- | ----------- | ------------------------------------------------------------------------------- | ----------- |
| 1     | Deutschland | - Stev Theloke - Jens Kruppa - Thomas Rupprath - Carsten Dehmlow                | 01:34,72 WR |
| 2     | Finnland    | - Jani Sievinen - Jarno Pihlava - Tero Välimaa - Jere Hård                      | 01:35,69    |
| 3     | Ukraine     | - Wjatscheslaw Schyrschow - Oleh Lissohor - Andrij Serdinow - Oleksandr Wolynez | 01:36,46    |

## Schwimmen Frauen

### Freistil

#### 50 m Freistil
| Platz | Land            | Athlet                  | Zeit     |
| ----- | --------------- | ----------------------- | -------- |
| 1     | Verein. Königr. | Alison Sheppard         | 00:24,20 |
| 2     | Belarus         | Aljaxandra Herassimenja | 00:24,74 |
| 3     | Schweden        | Anna-Karin Kammerling   | 00:24,98 |

#### 100 m Freistil
| Platz | Land        | Athlet            | Zeit     |
| ----- | ----------- | ----------------- | -------- |
| 1     | Slowakei    | Martina Moravcová | 00:53,66 |
| 1     | Belarus     | Alena Popchanka   | 00:53,66 |
| 3     | Deutschland | Petra Dallmann    | 00:54,03 |

#### 200 m Freistil
| Platz | Land       | Athlet           | Zeit     |
| ----- | ---------- | ---------------- | -------- |
| 1     | Belarus    | Alena Popchanka  | 01:55,91 |
| 2     | Frankreich | Solenne Figuès   | 00:56,26 |
| 3     | Schweden   | Josefin Lillhage | 01:56,57 |

#### 400 m Freistil
| Platz | Land        | Athlet            | Zeit     |
| ----- | ----------- | ----------------- | -------- |
| 1     | Ungarn      | Éva Risztov       | 04:01,95 |
| 2     | Ukraine     | Jana Klotschkowa  | 04:04,50 |
| 3     | Deutschland | Hannah Stockbauer | 04:07,48 |

#### 800 m Freistil
| Platz | Land        | Athlet            | Zeit     |
| ----- | ----------- | ----------------- | -------- |
| 1     | Ungarn      | Éva Risztov       | 08:14,72 |
| 2     | Schweiz     | Flavia Rigamonti  | 08:16,16 |
| 3     | Deutschland | Hannah Stockbauer | 08:20,92 |

### Schmetterling

#### 50 m Schmetterling
| Platz | Land     | Athlet                | Zeit     |
| ----- | -------- | --------------------- | -------- |
| 1     | Schweden | Anna-Karin Kammerling | 00:25,78 |
| 2     | Schweden | Lena Hallander        | 00:26,74 |
| 3     | Israel   | Vered Borochovski     | 00:26,87 |

#### 100 m Schmetterling
| Platz | Land     | Athlet                | Zeit     |
| ----- | -------- | --------------------- | -------- |
| 1     | Slowakei | Martina Moravcová     | 00:56,82 |
| 2     | Schweden | Anna-Karin Kammerling | 00:57,94 |
| 3     | Dänemark | Mette Jacobsen        | 00:59,09 |

#### 200 m Schmetterling
| Platz | Land     | Athlet         | Zeit     |
| ----- | -------- | -------------- | -------- |
| 1     | Ungarn   | Éva Risztov    | 02:07,19 |
| 2     | Dänemark | Mette Jacobsen | 02:08,30 |
| 3     | Spanien  | Roser Vives    | 02:08,40 |

### Rücken

#### 50 m Rücken
| Platz | Land        | Athlet             | Zeit     |
| ----- | ----------- | ------------------ | -------- |
| 1     | Deutschland | Antje Buschschulte | 00:27,62 |
| 2     | Tschechien  | Ilona Hlaváčková   | 00:27,75 |
| 3     | Deutschland | Janine Pietsch     | 00:27,88 |

#### 100 m Rücken
| Platz | Land            | Athlet             | Zeit     |
| ----- | --------------- | ------------------ | -------- |
| 1     | Deutschland     | Antje Buschschulte | 00:58,60 |
| 2     | Tschechien      | Ilona Hlaváčková   | 00:59,61 |
| 3     | Verein. Königr. | Sarah Price        | 00:59,83 |

#### 200 m Rücken
| Platz | Land            | Athlet              | Zeit     |
| ----- | --------------- | ------------------- | -------- |
| 1     | Verein. Königr. | Sarah Price         | 02:05,19 |
| 2     | Deutschland     | Antje Buschschulte  | 02:06,26 |
| 3     | Russland        | Stanislawa Komarowa | 02:07,57 |

### Brust

#### 50 m Brust
| Platz | Land        | Athlet         | Zeit     |
| ----- | ----------- | -------------- | -------- |
| 1     | Schweden    | Emma Igelström | 00:30,89 |
| 2     | Deutschland | Sarah Poewe    | 00:30,90 |
| 3     | Deutschland | Janne Schäfer  | 00:31,12 |

#### 100 m Brust
| Platz | Land        | Athlet       | Zeit     |
| ----- | ----------- | ------------ | -------- |
| 1     | Deutschland | Sarah Poewe  | 01:06,67 |
| 2     | Österreich  | Mirna Jukić  | 01:07,11 |
| 3     | Ungarn      | Ágnes Kovács | 01:07,97 |

#### 200 m Brust
| Platz | Land        | Athlet       | Zeit     |
| ----- | ----------- | ------------ | -------- |
| 1     | Österreich  | Mirna Jukić  | 02:21,66 |
| 2     | Deutschland | Sarah Poewe  | 02:21,99 |
| 3     | Deutschland | Anne Poleska | 02:23,51 |

### Lagen

#### 100 m Lagen
| Platz | Land            | Athlet            | Zeit     |
| ----- | --------------- | ----------------- | -------- |
| 1     | Slowakei        | Martina Moravcová | 01:00,21 |
| 2     | Verein. Königr. | Alison Sheppard   | 01:00,99 |
| 3     | Slowenien       | Alenka Kejžar     | 01:01,43 |

#### 200 m Lagen
| Platz | Land      | Athlet            | Zeit        |
| ----- | --------- | ----------------- | ----------- |
| 1     | Ukraine   | Jana Klotschkowa  | 02:08,28 ER |
| 2     | Slowenien | Alenka Kejžar     | 02:09,33    |
| 3     | Belarus   | Hanna Schtscherba | 02:10,23    |

#### 400 m Lagen
| Platz | Land      | Athlet           | Zeit     |
| ----- | --------- | ---------------- | -------- |
| 1     | Ukraine   | Jana Klotschkowa | 04:29,81 |
| 2     | Ungarn    | Éva Risztov      | 04:33,09 |
| 3     | Slowenien | Alenka Kejžar    | 04:33,80 |

### Staffel

#### Staffel 4 × 50 m Freistil
| Platz | Land        | Athleten                                                                              | Zeit     |
| ----- | ----------- | ------------------------------------------------------------------------------------- | -------- |
| 1     | Schweden    | - Josefin Lillhage - Therese Alshammar - Anna-Karin Kammerling - Cathrine Carlsson    | 01:38,65 |
| 2     | Belarus     | - Aljaxandra Herassimenja - Hanna Schtscherba - Swjatlana Chachlowa - Alena Popchanka | 01:39,03 |
| 3     | Deutschland | - Antje Buschschulte - Dorothea Brandt - Petra Dallmann - Janine Pietsch              | 01:39,56 |

#### Staffel 4 × 50 m Lagen
| Platz | Land        | Athleten                                                                  | Zeit     |
| ----- | ----------- | ------------------------------------------------------------------------- | -------- |
| 1     | Schweden    | - Jenny Lind - Emma Igelström - Anna-Karin Kammerling - Therese Alshammar | 01:48,42 |
| 2     | Deutschland | - Janine Pietsch - Sarah Poewe - Nele Hofmann - Antje Buschschulte        | 01:49,25 |
| 3     | Niederlande | - Suze Valen - Madelon Baans - Chantal Groot - Marleen Veldhuis           | 01:50,56 |